# 乾興 (大理)
乾興（けんこう）は、中国の大理国の段素廉の時代に使用された元号。1022年。
李家瑞は同時期の北宋の乾興を沿用したものと考察している。

## 西暦・干支との対照表
| 乾興 | 元年   |
| 西暦 | 1022年 |
| 干支 | 壬戌   |